# Breviceps sylvestris
Breviceps sylvestris (tên tiếng Anh: Forest Rain Frog) là một loài ếch trong họ Nhái bầu. Chúng là loài đặc hữu của Nam Phi.
Các môi trường sống tự nhiên của chúng là các khu rừng ôn hòa, vùng đồng cỏ ôn đới, và vườn nông thôn.Nó bị đe dọa do mất môi trường sống.